# Русковци
Русковци е село в Северна България. Намира се в община Велико Търново, област Велико Търново.
Към 1934 г. селото има 57 жители. В днешно време няма постоянно население. Влиза в землището на село Райковци.